# Andy Baum

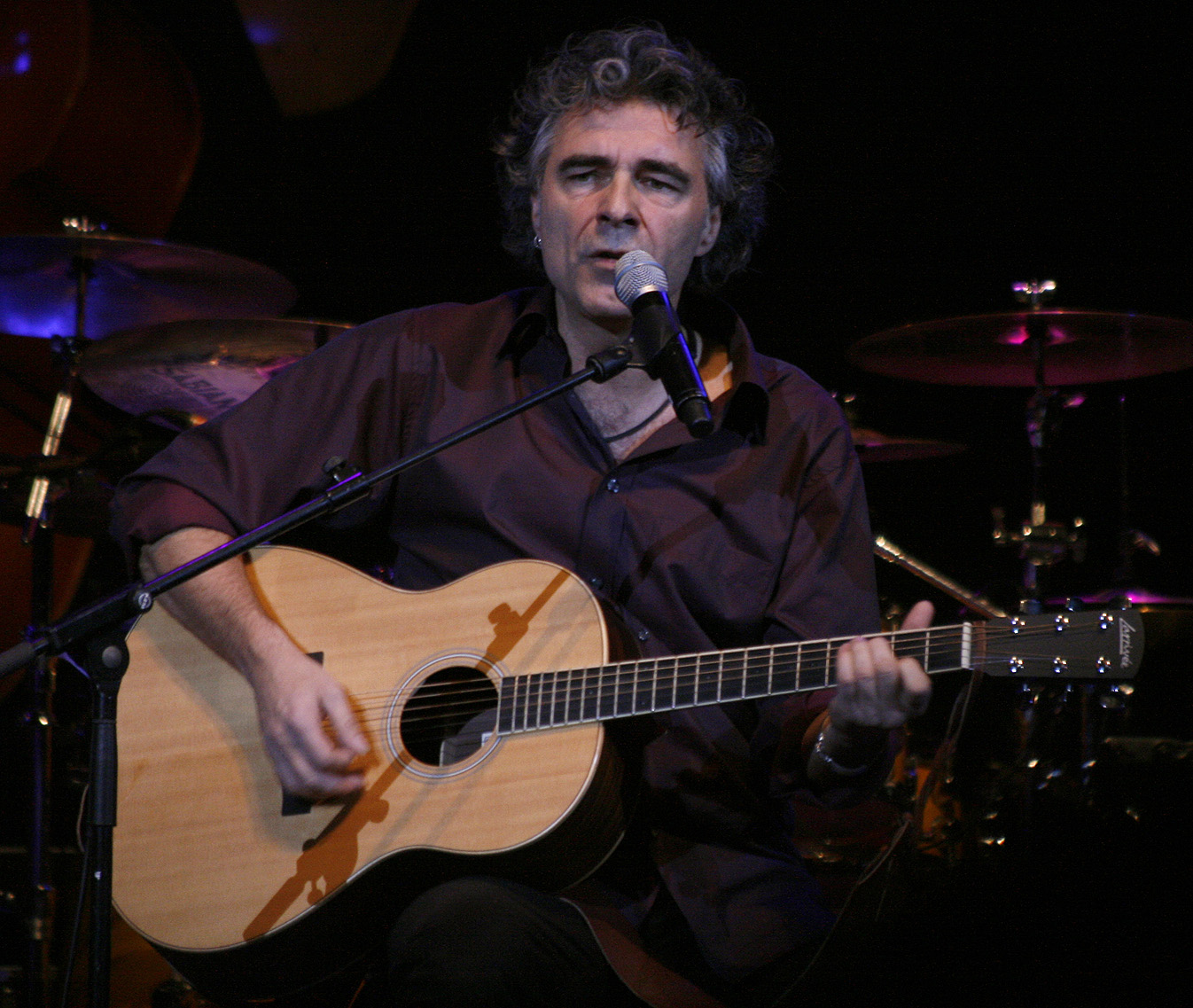
Andy Baum (Wien 2008)

Andreas „Andy“ Baum (* 24. Dezember 1957 in Linz) ist ein österreichischer Pop-Musiker und Aktivist für Abgaben zugunsten von Urheberrechtsinhabern.

## Leben
Mit 20 Jahren, 1978, nahm er als Gitarrist der Gruppe „Stonehenge“ am Popodromwettbewerb in Wien teil. „Stonehenge“ gewann 1980 mit Baum als Sänger in Liverpool einen großen britischen Bandwettbewerb und ging daraufhin als erste österreichische Band auf Tournee durch Großbritannien.
Andy Baum feierte vor allem in den 1980er Jahren einige Achtungserfolge. Er war von 1982 bis 1984 Mitglied der Hallucination Company. Seine Band Andy Baum & The Trix fungierte ab 1984 als Begleitband für Dana Gillespie. Im Herbst 1986 hatte er mit seinem Song Only A Whisper erste Erfolge. Still Remember Yvonne war 1988 sein erster Hitparadenerfolg (Platz 17), die Nummer Slow Down erreichte 1989 Platz 10 in den österreichischen Charts. Zwischen 1989 und 1995 fanden auch zahlreiche Konzertauftritte und Tourneen in Österreich, Deutschland und der Schweiz statt.
Baum arbeitete auch als Filmkomponist und Musikproduzent. Im Frühjahr 2007 kam der Film „42plus“ in die österreichischen Kinos, für den Baum die Filmmusik geschrieben hat.
Seit 2001 agiert Andy Baum als Leiter seiner eigenen Sologesangsklasse bei der Vokalsommerakademie im burgenländischen Eisenstadt.
Der älteste dreier Söhne einer Künstlerfamilie ist selbst Vater von zwei Kindern. Auch seine Brüder Martin und Thomas üben als Schriftsteller bzw. Drehbuchautoren einschlägige Berufe aus.
Im Sommer 2012 machte Andy Baum mit einem Interview in derstandard.at auf sich aufmerksam, in dem er das Vorhaben um die Einführung einer Abgabe auf Internetanschlüsse unterstützte. Aus diesem Grund stand Baum in der Kritik, da ein Pauschalverdacht für mögliche Vergehen zur Einhebung einer Abgabe höchst umstritten ist. Baum ist weiterhin als Aktivist für Abgaben zugunsten von Urheberrechtsinhabern tätig.

## Diskografie
- 1987: Listen To The Bad Boy
- 1989: What’s Wrong
- 1991: Extra Feathers
- 1993: Catch My Breath
- 1994: Urban Rhythm
- 1995: Wooden Days
- 1998: Best of Andy Baum
- 2005: Baum - Pur Live

## Filmografie (Auswahl)
- 1988: Day and Night[5]
- 1999: Geschichten aus dem Wienerwald (TV-Dokumentarfilm im Rahmen von Universum; Cosmos Factory, ORF, WDR; Regie: Manfred Christ)[6]
- 2004: Trautmann: Schwergewicht
- 2007: 42plus
- 2008: Der Prater – Eine wilde Geschichte (TV-Dokumentarfilm; Regie: Manfred Corrine)
- 2010: Herbstgold (Dokumentarfilm, Regie: Jan Tenhaven)

## Auszeichnungen und Nominierungen
- 1987 Popamadeus als bester Nachwuchskünstler